# Komisja Odpowiedzialności Konstytucyjnej

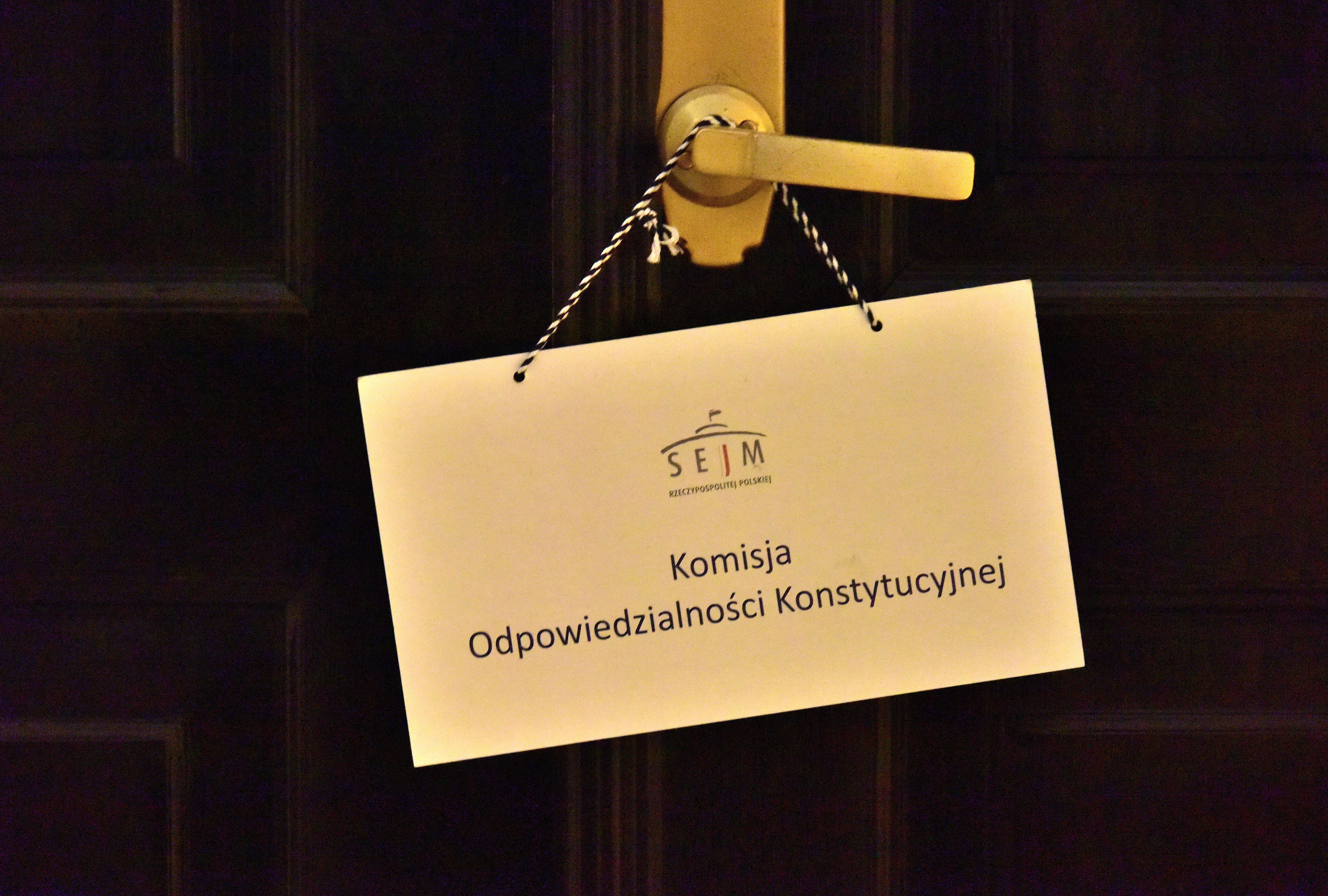
Informacja o trwającym posiedzeniu Komisji Odpowiedzialności Konstytucyjnej

Komisja Odpowiedzialności Konstytucyjnej (skrót: ODK) jest jedną ze stałych komisji sejmowych, która zajmuje się prowadzeniem postępowania w sprawie badania zasadności skierowanych do niej wniosków wstępnych o pociągnięcie do odpowiedzialności konstytucyjnej, podejmowanie uchwał w tym przedmiocie oraz przedstawianie Sejmowi sprawozdań z przeprowadzonych prac.

## Skład Komisji
ODK jest zaliczana do komisji małych. W Sejmie X kadencji została powołana 21 listopada 2023 roku i liczy 17 posłów.

## Prezydium Komisji wSejmie X kadencji
- Zdzisław Gawlik (KO) – przewodniczący,
- Iwona Arent (PiS) – zastępca przewodniczącego,
- Patryk Gabriel (KO) – zastępca przewodniczącego,
- Piotr Król (PiS) – zastępca przewodniczącego.

## Prezydium Komisji w Sejmie IX kadencji
- Iwona Arent (PiS) – przewodniczący,
- Sławomir Neumann (KO) – zastępca przewodniczącego,
- Małgorzata Wassermann (PiS) – zastępca przewodniczącego,
- Jacek Żalek (PiS) – zastępca przewodniczącego[1].

## Prezydium Komisji w Sejmie VIII kadencji
- Iwona Arent (PiS) – przewodniczący
- Paweł Grabowski (Kukiz’15) – zastępca przewodniczącego
- Robert Kropiwnicki (PO) – zastępca przewodniczącego
- Stanisław Pięta (PiS) – zastępca przewodniczącego
- Jacek Żalek (PiS) – zastępca przewodniczącego

## Prezydium Komisji w Sejmie VII kadencji
- Robert Kropiwnicki (PO) – przewodniczący
- Stanisław Chmielewski (PO) – zastępca przewodniczącego
- Arkadiusz Mularczyk (ZP) – zastępca przewodniczącego
- Kazimierz Smoliński (PiS) – zastępca przewodniczącego
- Józef Zych (PSL) – zastępca przewodniczącego

## Prezydium Komisji w Sejmie VI kadencji
- Józef Zych (PSL) – przewodniczący
- Michał Stuligrosz (PO) – zastępca przewodniczącego
- Jan Widacki (SLD) – zastępca przewodniczącego

## Prezydium Komisji w Sejmie V kadencji
- Michał Stuligrosz (PO) – przewodniczący
- Jacek Bogucki (PiS) – zastępca przewodniczącego
- Józef Zych (PSL) – zastępca przewodniczącego

## Prezydium Komisji w Sejmie IV kadencji
- Józef Zych (PSL) – przewodniczący
- Bogdan Lewandowski (SDPL) – zastępca przewodniczącego
- Jerzy Müller (SLD-UP) – zastępca przewodniczącego
- Michał Stuligrosz (PO) – zastępca przewodniczącego

## Prezydium Komisji w Sejmie III kadencji
- Jerzy Gwiżdż (AWS) – przewodniczący
- Tadeusz Kilian (AWS) – zastępca przewodniczącego
- Bogdan Lewandowski (SLD) – zastępca przewodniczącego
- Edward Wende (UW) – zastępca przewodniczącego

## Prezydium Komisji w Sejmie II kadencji
- Marian Żenkiewicz (SLD) – przewodniczący
- Marian Król (PSL) – zastępca przewodniczącego
- Jacek Taylor (UW) – zastępca przewodniczącego

## Prezydium Komisji w Sejmie I kadencji
- Edward Rzepka (KP) – przewodniczący
- Michał Janiszewski (KPN) – zastępca przewodniczącego
- Adam Łukomski (ZChN) – zastępca przewodniczącego

## Prezydium Komisji w Sejmie X kadencji
- Adam Zieliński (niez.) – przewodniczący
- Wojciech Gryczewski (PSL) – zastępca przewodniczącego
- Edward Rzepka (OKP) – zastępca przewodniczącego